# Thí nghiệm Rutherford

Trên: Kết quả kỳ vọng
Dưới: Kết quả thật sự

Thí nghiệm Rutherford, hay thí nghiệm Geiger-Marsden, là một thí nghiệm thực hiện bởi Hans Geiger và Ernest Marsden năm 1909 dưới sự chỉ đạo của nhà vật lý người New Zealand Ernest Rutherford, và được giải thích bởi Rutherford vào năm 1911, khi họ bắn phá các hạt tích điện dương nằm trong nhân các nguyên tử (ngày nay gọi là hạt nhân nguyên tử) của lá vàng mỏng bằng cách sử dụng tia alpha. Thí nghiệm đã cho thấy các hạt nhân nguyên tử nằm tập trung trong một không gian rất nhỏ bé (cỡ femtomét), so với kích thước của nguyên tử (cỡ Ångström), lật đổ giả thuyết trước đó về nguyên tử của J. J. Thomson (mô hình mứt mận cho nguyên tử).
Thí nghiệm cũng cho thấy hiện tượng tán xạ Rutherford, sự tán xạ của các hạt alpha trên các hạt nhân nguyên tử. Hiện tượng này còn được gọi là tán xạ Coulomb do lực tương tác là lực Coulomb. Tán xạ này ngày nay được ứng dụng trong kỹ thuật nghiên cứu vật liệu gọi là tán xạ ngược Rutherford. Kiểu tán xạ này cũng được thực hiện vào những năm 1960 để khám phá bên trong hạt nhân.

## Lịch sử
Trước năm 1911, nguyên tử được cho là có cấu trúc gồm các hạt tích điện dương đan xen với các electron, tạo thành một hỗn hợp tương tự như thành phần của "mứt mận".
Năm 1909, Hans Geiger và Ernest Marsden tiến hành thí nghiệm theo sự chỉ đạo của Rutherford tại Đại học Manchester. Họ chiếu dòng hạt alpha vào các lá vàng mỏng và đo số hạt alpha bị phản xạ, truyền qua và tán xạ. Họ khám phá ra một phần nhỏ các hạt alpha đã phản hồi lại.
Nếu cấu trúc nguyên tử có dạng như mô hình "mứt mận" thì sự phản hồi xảy ra rất yếu, do nguyên tử là môi trường trộn lẫn giữa điện tích âm (của điện tử) và điện tích dương (của proton), trung hòa điện tích và gần như không có lực tĩnh điện giữa nguyên tử và các hạt alpha. Nói một cách hình tượng do không có lực tương tác đáng kể, mô hình "mứt mận" như tấm nệm mềm đối với các hạt alpha.
Năm 1911, Rutherford giải thích kết quả thí nghiệm với giả thiết rằng nguyên tử chứa một hạt nhân mang điện tích dương nhỏ bé trong lõi, với những điện tử mang điện tích âm khác chuyển động xung quanh nó trên những quỹ đạo khác nhau, ở giữa là những khoảng không. Khi đó, hạt alpha khi nằm bên ngoài nguyên tử không chịu lực Coulomb, nhưng khi đến gần hạt nhân mang điện dương trong lõi thì bị đẩy do hạt nhân và hạt alpha đều tích điện dương. Do lực Coulomb tỷ lệ nghịch với bình phương khoảng cách nên hạt nhân cần có kích thước nhỏ để đạt lực đẩy lớn tại các khoảng cách nhỏ giữa hạt alpha và hạt nhân. Nói một cách hình tượng, mô hình hạt nhân lõi nhỏ là lá chắn cứng đối với các hạt alpha.
Rutherford đã mô tả lại kết quả này một cách đầy hình tượng: Điều này giống như khi bắn súng vào một tờ giấy và thấy vài viên đạn bay ngược trở lại. Về sau sự tán xạ tương tự như của các hạt alpha trên các hạt nhân được gọi là tán xạ Rutherford.
Từ kết quả này, Rutherford đã đề xuất mẫu hành tinh nguyên tử để mô tả các nguyên tử. Mô hình này sau đó bị thay thế bởi mô hình nguyên tử Bohr vào năm 1913.

## Phương pháp thí nghiệm
Geiger và Marsden dùng một ống chứa khí radi brom (RaBr2) phóng xạ ra các hạt alpha và chiếu dòng hạt alpha vào các lá kim loại khác nhau. Họ quan sát các hạt alpha truyền qua, phản xạ và tán xạ bằng cách đặt hệ thống trong buồng tối, bao bọc bởi các màn huỳnh quang làm từ hợp chất kẽm và lưu huỳnh (ZnS) và dùng kính hiển vi đếm số lần các chớp sáng sinh ra do các hạt alpha va vào màn tại các vị trí tương ứng với các góc tán xạ khác nhau. Việc đếm các hạt alpha diễn ra trong nhiều giờ để có thể tích lũy được con số thống kê có ý nghĩa.
Họ đã dùng các lá kim loại khác nhau, từ nhôm, sắt, vàng đến chì, với độ dày thay đổi bằng cách xếp nhiều lá mỏng lên nhau thành lá dày hơn.
Kết quả đáng chú ý nhất xảy ra với lá vàng dày 60 nanomét (tức là bề dày khoảng 200 nguyên tử vàng), khi đó chừng một trong 8000 hạt bị tán xạ ngược lại với góc tán xạ lớn hơn 90 độ. Quan sát này không thể giải thích được bằng mô hình mứt mận cho nguyên tử; mà chỉ có thể giải thích được với giả thuyết một hạt nhân mang điện tích dương nhỏ nằm trong nguyên tử.

## Chi tiết tính toán
Xét va chạm thẳng hàng giữa hạt alpha và hạt nhân, theo định luật bảo toàn năng lượng, toàn bộ động năng ({\displaystyle {\begin{matrix}{\frac {1}{2}}mv^{2}\end{matrix}}}) của hạt alpha khi nó cách xa hạt nhân sẽ chuyển hóa hết thành thế năng trong trường lực Coulomb khi hạt alpha đi tới điểm gần hạt nhân nhất (lúc đó vận tốc bằng không do đổi chiều chuyển động 180 độ). Khoảng cách giữa hạt alpha và hạt nhân lúc đó là b, có thể coi là giới hạn trên của bán kính hạt nhân (bán kính hạt nhân không thể lớn hơn). Như vậy:
Suy ra:
Với:
- m (khối lượng hạt alpha) = 6,7×10−27 kg
- q1 (điện tích hạt alpha) = 2×(1,6×10−19) C
- q2 (điện tích hạt nhân vàng) = 79×(1,6×10−19) C
- v (tốc độ ban đầu của hạt alpha) = 2×107 m/s

Dẫn đến giá trị b = 2,7×10−14 m (giá trị chính xác của bán kính hạt nhân cỡ 7,3×10−15 m hay 7,3 femtômét), nhỏ hơn nhiều so với kích thước nguyên tử (cỡ Ångström).